# Moragne
Moragne est une commune du sud-ouest de la France située dans le département de la Charente-Maritime (région Nouvelle-Aquitaine). Ses habitants sont appelés les Moragnais et les Moragnaises.

## Géographie
La commune de Moragne, située à mi-chemin entre Tonnay-Charente à l'ouest et Tonnay-Boutonne à l'est, culmine à 63 mètres de hauteur, au sommet d'une petite colline sur laquelle se trouve le château de Moragne.
L'essentiel du territoire communal est couvert de champs et de prés, parsemés de hameaux, parmi lesquels on peut citer Boisrond au nord-est, et la Pilette au nord-ouest.
Cependant, la partie septentrionale de la commune, traversée par le canal des Treize Prises, est faite de prairies et de marais. La limite nord de la commune est matérialisée par le canal de Genouillé.

On recense plusieurs points d'eau et sources sur la commune, parmi lesquels la source Sainte-Lucie et la fontaine de la Roche.

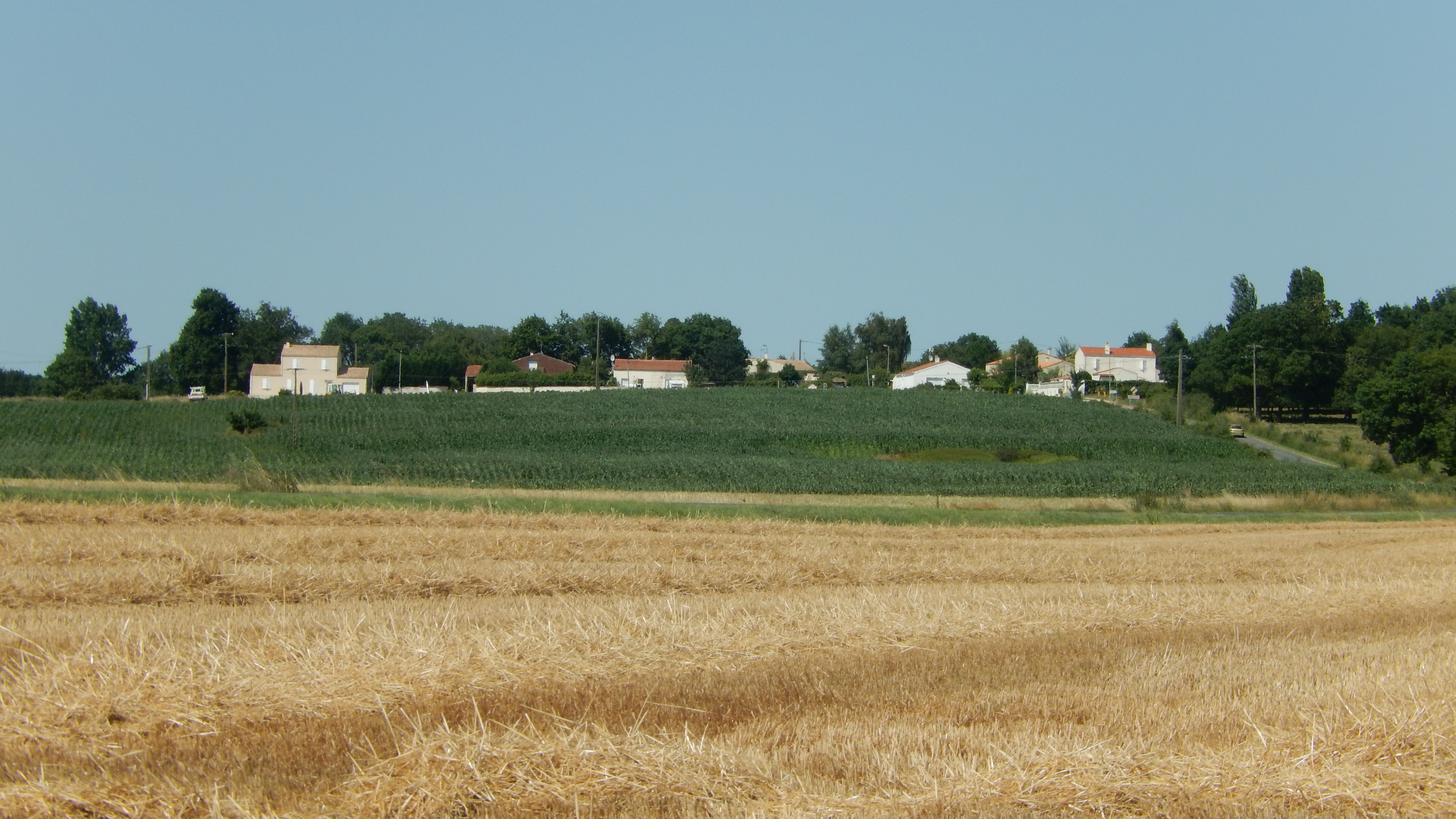
Un paysage agricole au sud de Moragne.
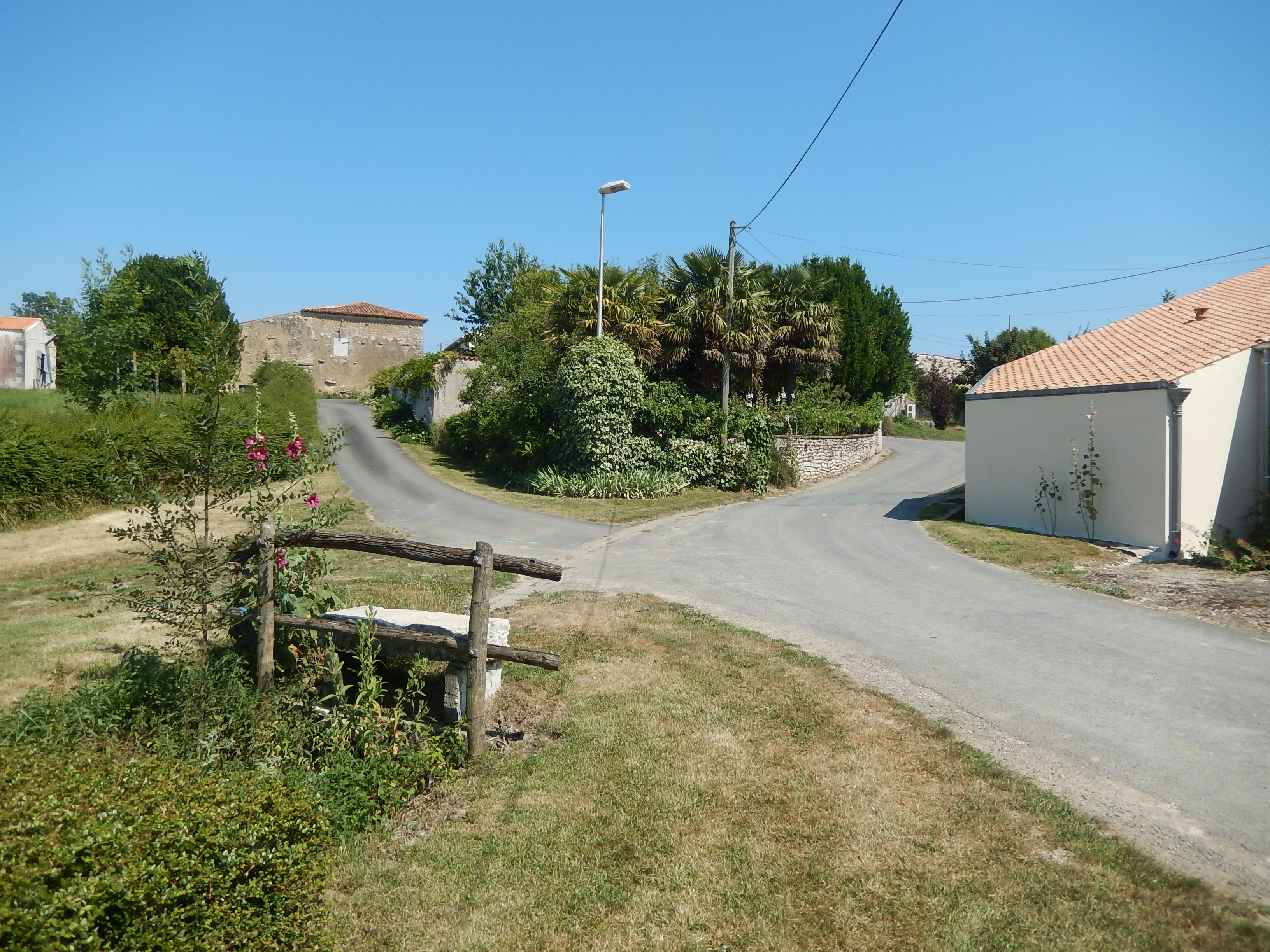
Le village de Boisrond.

### Communes limitrophes
|                 | Genouillé              | Saint-Crépin    |
| Tonnay-Charente | Moragne                | Tonnay-Boutonne |
| Lussant         | Saint-Coutant-le-Grand |                 |

## Urbanisme

### Typologie
Au 1er janvier 2024, Moragne est catégorisée commune rurale à habitat dispersé, selon la nouvelle grille communale de densité à 7 niveaux définie par l'Insee en 2022.
Elle est située hors unité urbaine. Par ailleurs la commune fait partie de l'aire d'attraction de Rochefort, dont elle est une commune de la couronne,. Cette aire, qui regroupe 33 communes, est catégorisée dans les aires de 50 000 à moins de 200 000 habitants,.

### Occupation des sols
L'occupation des sols de la commune, telle qu'elle ressort de la base de données européenne d’occupation biophysique des sols Corine Land Cover (CLC), est marquée par l'importance des territoires agricoles (97,4 % en 2018), en diminution par rapport à 1990 (100 %). La répartition détaillée en 2018 est la suivante : 
terres arables (57,1 %), prairies (33,8 %), zones agricoles hétérogènes (6,6 %), zones urbanisées (2,6 %). L'évolution de l’occupation des sols de la commune et de ses infrastructures peut être observée sur les différentes représentations cartographiques du territoire : la carte de Cassini (XVIIIe siècle), la carte d'état-major (1820-1866) et les cartes ou photos aériennes de l'IGN pour la période actuelle (1950 à aujourd'hui).

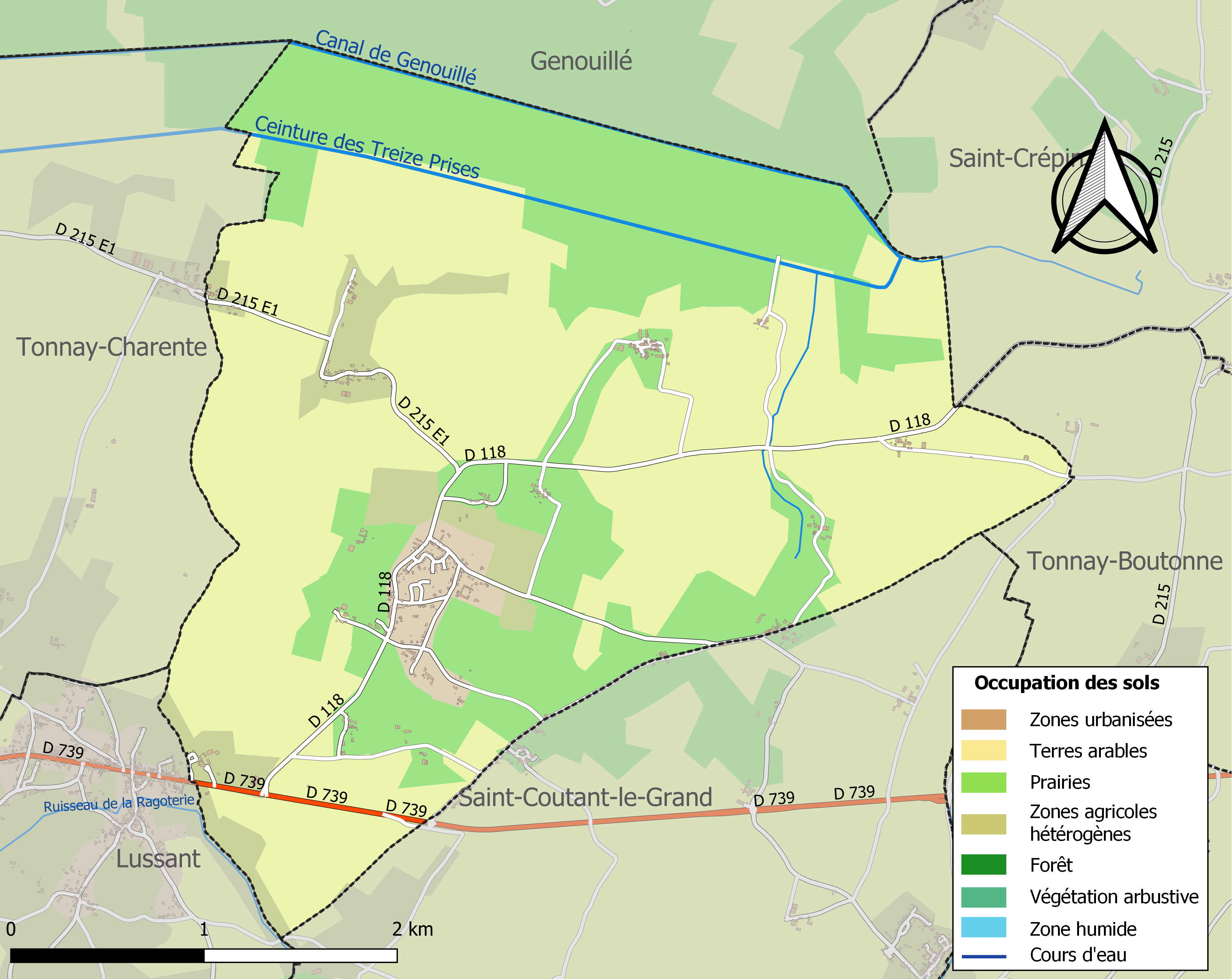
Carte des infrastructures et de l'occupation des sols de la commune en 2018 (CLC).

### Risques majeurs
Le territoire de la commune de Moragne est vulnérable à différents aléas naturels : météorologiques (tempête, orage, neige, grand froid, canicule ou sécheresse), inondations, mouvements de terrains et séisme (sismicité modérée). Il est également exposé à un risque technologique,  le transport de matières dangereuses. Un site publié par le BRGM permet d'évaluer simplement et rapidement les risques d'un bien localisé soit par son adresse soit par le numéro de sa parcelle.

#### Risques naturels
Certaines parties du territoire communal sont susceptibles d’être affectées par le risque d’inondation par débordement de cours d'eau. La commune a été reconnue en état de catastrophe naturelle au titre des dommages causés par les inondations et coulées de boue survenues en 1982, 1983, 1999, 2010 et 2013,.

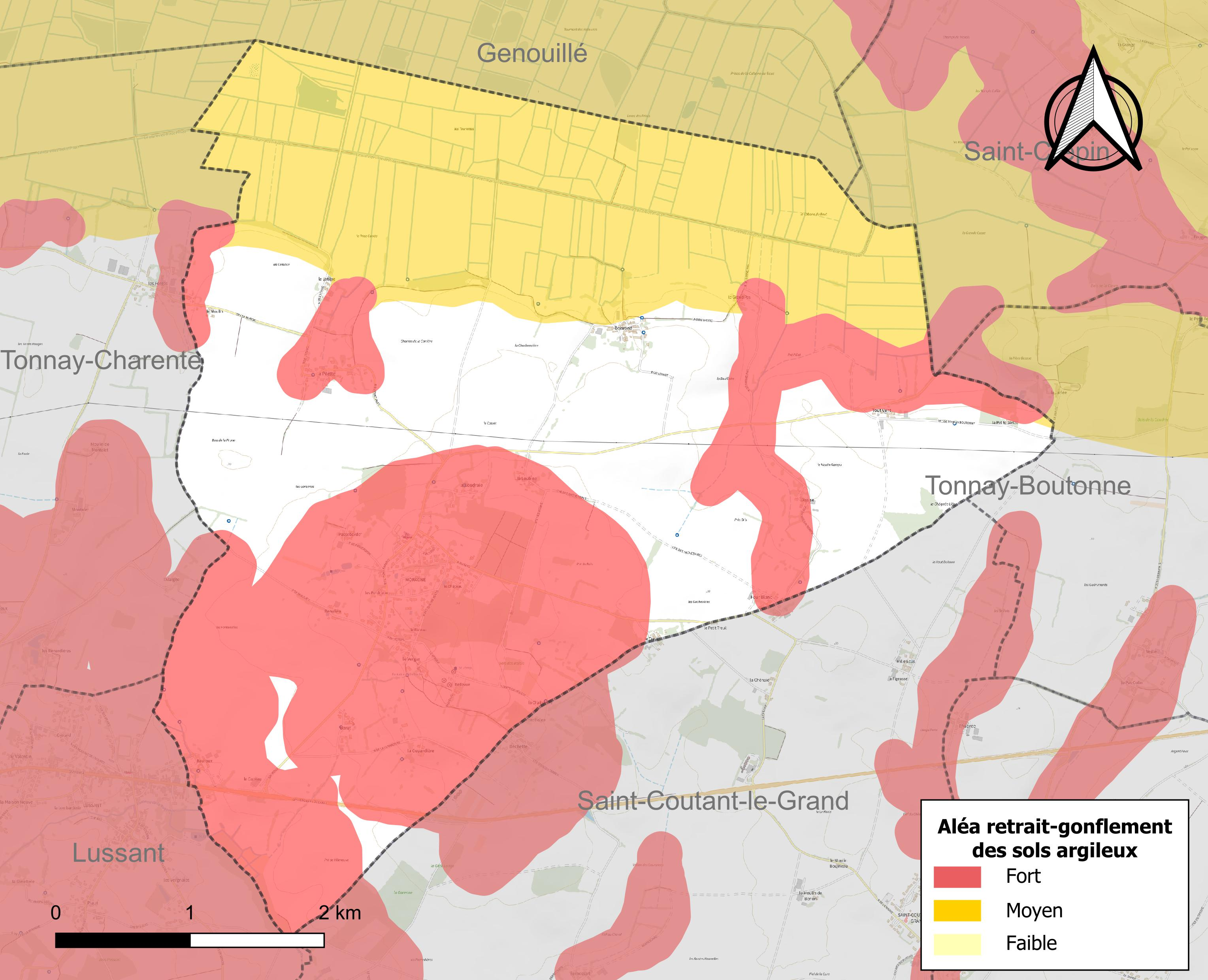
Carte des zones d'aléa retrait-gonflement des sols argileux de Moragne.

Les mouvements de terrains susceptibles de se produire sur la commune sont des tassements différentiels.
Le retrait-gonflement des sols argileux est susceptible d'engendrer des dommages importants aux bâtiments en cas d’alternance de périodes de sécheresse et de pluie. 68,6 % de la superficie communale est en aléa moyen ou fort (54,2 % au niveau départemental et 48,5 % au niveau national). Sur les 225 bâtiments dénombrés sur la commune en 2019,  189 sont en aléa moyen ou fort, soit 84 %, à comparer aux 57 % au niveau départemental et 54 % au niveau national. Une cartographie de l'exposition du territoire national au retrait gonflement des sols argileux est disponible sur le site du BRGM,.
Par ailleurs, afin de mieux appréhender le risque d’affaissement de terrain, l'inventaire national des cavités souterraines permet de localiser celles situées sur la commune.
Concernant les mouvements de terrains, la commune a été reconnue en état de catastrophe naturelle au titre des dommages causés par la sécheresse en 1989, 1991, 2003, 2005 et 2011 et par des mouvements de terrain en 1983, 1999 et 2010.

#### Risques technologiques
Le risque de transport de matières dangereuses sur la commune est lié à sa traversée par une ou des infrastructures routières ou ferroviaires importantes ou la présence d'une canalisation de transport d'hydrocarbures. Un accident se produisant sur de telles infrastructures est susceptible d’avoir des effets graves sur les biens, les personnes ou l'environnement, selon la nature du matériau transporté. Des dispositions d’urbanisme peuvent être préconisées en conséquence.

## Toponymie
Le bourg est évoqué dans la variante saintongeaise de la chronique du pseudo-turpin écrite au XIIIe siècle sous le nom de Montrompnie.

## Histoire
On rapporte l'existence jadis d'un « castrum » à Moragne, ainsi que d'un fort, datant de l'époque romaine, à la Pilette.

## Administration

### Liste des maires
| Période                                  | Période  | Identité        | Étiquette | Qualité                                                          |
| ---------------------------------------- | -------- | --------------- | --------- | ---------------------------------------------------------------- |
| 2000                                     | En cours | Bruno Bessaguet | DVD       | Agriculteur 4e vice-président de la CA Rochefort Océan (2020 → ) |
| Les données manquantes sont à compléter. |          |                 |           |                                                                  |

## Démographie

### Évolution démographique
L'évolution du nombre d'habitants est connue à travers les recensements de la population effectués dans la commune depuis 1793. Pour les communes de moins de 10 000 habitants, une enquête de recensement portant sur toute la population est réalisée tous les cinq ans, les populations de référence des années intermédiaires étant quant à elles estimées par interpolation ou extrapolation. Pour la commune, le premier recensement exhaustif entrant dans le cadre du nouveau dispositif a été réalisé en 2008.

En 2022, la commune comptait 538 habitants, en évolution de +6,96 % par rapport à 2016 (Charente-Maritime : +4,04 %, France hors Mayotte : +2,11 %).
| 1793 | 1800 | 1806 | 1821 | 1831 | 1836 | 1841 | 1846 | 1851 |
| ---- | ---- | ---- | ---- | ---- | ---- | ---- | ---- | ---- |
| 304  | 252  | 244  | 402  | 463  | 481  | 522  | 524  | 443  |

| 1856 | 1861 | 1866 | 1872 | 1876 | 1881 | 1886 | 1891 | 1896 |
| ---- | ---- | ---- | ---- | ---- | ---- | ---- | ---- | ---- |
| 484  | 463  | 506  | 491  | 526  | 491  | 501  | 441  | 405  |

| 1901 | 1906 | 1911 | 1921 | 1926 | 1931 | 1936 | 1946 | 1954 |
| ---- | ---- | ---- | ---- | ---- | ---- | ---- | ---- | ---- |
| 374  | 353  | 388  | 345  | 346  | 338  | 307  | 265  | 279  |

| 1962 | 1968 | 1975 | 1982 | 1990 | 1999 | 2006 | 2008 | 2013 |
| ---- | ---- | ---- | ---- | ---- | ---- | ---- | ---- | ---- |
| 308  | 285  | 275  | 318  | 394  | 401  | 442  | 454  | 483  |

| 2018 | 2022 | - | - | - | - | - | - | - |
| ---- | ---- | - | - | - | - | - | - | - |
| 510  | 538  | - | - | - | - | - | - | - |

## Lieux et monuments
- La source Sainte-Lucie (dans le hameau de la Pilette), connue depuis l'époque gallo-romaine. La légende lui attribue le pouvoir de redonner la vue à ceux qui l'ont perdue[16],[21].
- L'église Notre-Dame-de-l'Assomption, au nord du village. Vraisemblablement construite à partir du XIe siècle[16].
- Une croix, située encore un peu plus au nord.
- Un château, privé, situé au centre du bourg, en son point culminant.

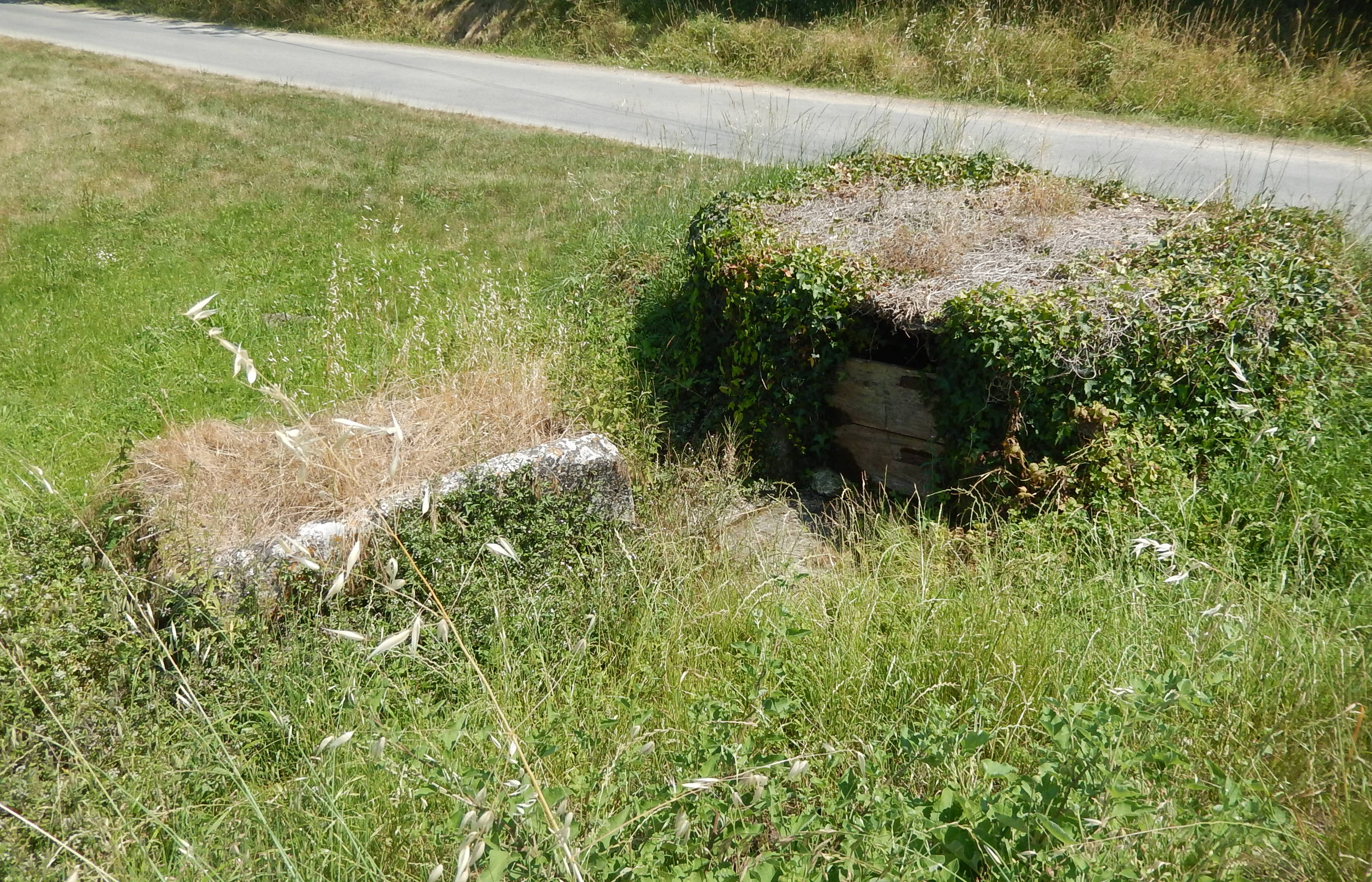
La source Sainte-Lucie.
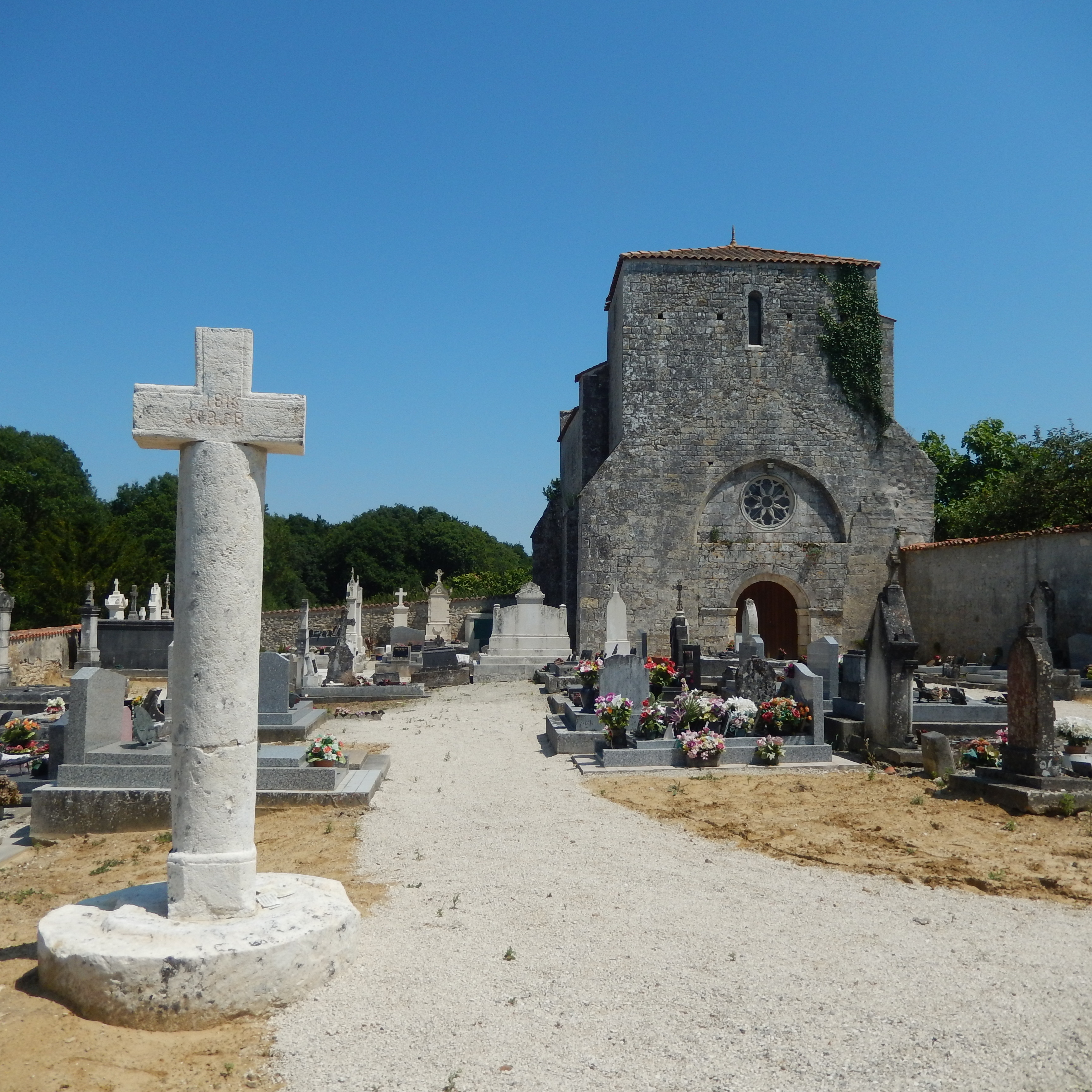
L'église.
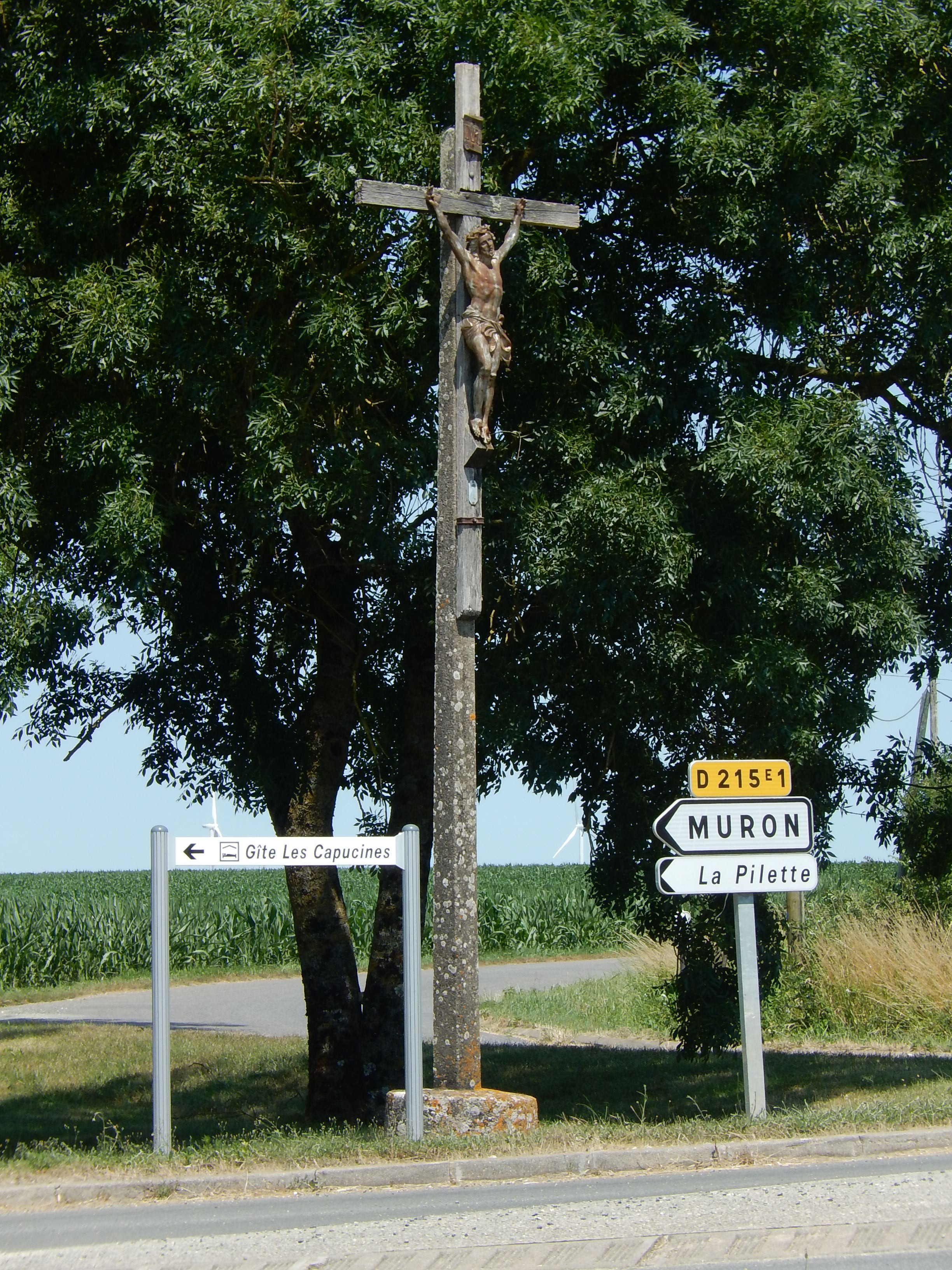
La croix.